# Фиппс, Уильям Эдвард
Уи́льям Э́двард Фиппс (англ. William Edward Phipps; 4 февраля 1922, Винсенс, Индиана — 1 июня 2018, Санта-Моника, Калифорния) — американский актёр кино и телевидения, менее известен как актёр озвучивания и кинопродюсер.

## Биография
Уильям Эдвард Фиппс родился 4 февраля 1922 года в городе Винсенс (штат Индиана, США). Рос в городе Сент-Фрэнсисвилл (штат Иллинойс). Его родители развелись, когда мальчику было шесть лет. Уже в детстве Уильям проявил любовь к актёрскому искусству, он успешно играл в различных школьных постановках. Когда его мать повторно вышла замуж, взял себе фамилию отчима — Коуч.
С 1939 по 1942 год учился в Университете Восточного Иллинойса на экономическом факультете по специальности «Бухгалтерское дело». С 1942 по 1945 год юноша служил радио-оператором в ВМС, ходил на разных кораблях по Тихому океану. После окончания войны Уильям переехал в Голливуд, преследуя цель стать актёром. С 1947 года он начал сниматься в кино (вернув себе фамилию Фиппс), с 1950 года — в телесериалах. Всего за свою карьеру длиной 41 год (1947—1970 и 1975—1993) Фиппс снялся в 232 кино- и телефильмах и телесериалах. Актёру успешно удавались разные образы, но чаще всего его приглашали на роли ковбоев, полицейских и военных невысоких званий. Много снимался в телесериалах-вестернах, обычно в 1—3 эпизодах.
В 1954 году получил «Специальный приз жюри» на Венецианском кинофестивале за роль в фильме «Административная власть» (совместно с ещё 16-ю актёрами и актрисами).
В 1970 году Фиппс решил сделать перерыв в своей работе и на пять лет улетел на Гавайи. Вернувшись из «отпуска», он продолжил сниматься, в основном для телевидения.
В 2005 году стал почётным доктором Университета Восточного Иллинойса, в котором учился 63 года назад.
Уильям Эдвард Фиппс скончался 1 июня 2018 года в городе Санта-Моника (Калифорния) от рака лёгкого. Похоронен на кладбище «Долина дубов» в городе Уэстлейк-Виллидж (Калифорния).

## Избранная фильмография

### Широкий экран
- 1947 — Перекрёстный огонь / Crossfire — Лерой
- 1948 — Они живут по ночам / They Live by Night — молодой фермер
- 1948 — Станция Вест[англ.] / Station West — сержант (в титрах не указан)
- 1948 — Дочь Белль Старр[англ.] / Belle Starr's Daughter — Юма Толботт
- 1949 — Место преступления / Scene of the Crime — юноша с пистолетом (в титрах не указан)
- 1949 — Человек на Эйфелевой башне[англ.] / The Man on the Eiffel Tower — Жанвье
- 1950 — Ключ от города[англ.] / Key to the City — репортёр (в титрах не указан)
- 1950 — Золушка / Cinderella — Прекрасный принц (озвучивание)
- 1951 — Пятеро / Five — Майкл Рогин
- 1951 — Без лишних вопросов / No Questions Asked — Роджер
- 1951 — Алый знак доблести / The Red Badge of Courage — офицер (в титрах не указан)
- 1952 — Роза Симаррона[англ.] / Rose of Cimarron — Джеб Доули
- 1952 — Кредитная акула / Loan Shark — Эд Хэйнс (в титрах не указан)
- 1953 — Синяя гардения / The Blue Gardenia — лейтенант Джордж Фостер (озвучивание, в титрах не указан)
- 1953 — Война миров / The War of the Worlds — Уош Перри
- 1953 — Захватчики с Марса[англ.] / Invaders from Mars — сержант Бейкер
- 1953 — Юлий Цезарь / Julius Caesar — слуга Марка Антония
- 1953 — Твонки[англ.] / The Twonky — студент
- 1953 — Женщины-кошки с Луны / Cat-Women of the Moon — Дуглас Смит, радио-оператор космического корабля / рассказчик за кадром
- 1954 — Бунт в тюремном блоке № 11 / Riot in Cell Block 11 — Микки
- 1954 — Административная власть / Executive Suite — Билл Ландин
- 1954 — Фрэнсис и девушки в форме[англ.] / Francis Joins the WACS — капрал, водитель джипа (в титрах не указан)
- 1954 — Снежное существо[англ.] / The Snow Creature — лейтенант Данбэр
- 1955 — Жестокие люди[англ.] / The Violent Men — Бад Хинклмен (в титрах не указан)
- 1955 — Гнев на рассвете[англ.] / Rage at Dawn — Билл Питерсон-мл. (в титрах не указан)
- 1955 — Вечное море[англ.] / The Eternal Sea — безногий моряк (в титрах не указан)
- 1955 — Далёкие горизонты[англ.] / The Far Horizons — гребец / часовой лагеря (в титрах не указан)
- 1955 — Индейский воин / The Indian Fighter — лейтенант Блейк
- 1956 — Человек в сером фланелевом костюме / The Man in the Gray Flannel Suit — сержант (в титрах не указан)
- 1956 — В утро Великого дня[англ.] / Great Day in the Morning — Рэлстон (в титрах не указан)
- 1956 — Очистить территорию![англ.] / Away All Boats! — корабельный механик (в титрах не указан)
- 1956 — Босс / The Boss — Ститч
- 1956 — Жажда жизни / Lust for Life — Эмиль Бернар, художник
- 1956 — Бурная вечеринка / The Wild Party — Уайно
- 1957 — Братья Рико / The Brothers Rico — Джо Уэссон
- 1957 — Поцелуй их за меня[англ.] / Kiss Them for Me — лейтенант Эл Хендрикс (в титрах не указан)
- 1959 — История агента ФБР[англ.] / The FBI Story — «Малыш» Фейс Нельсон (в титрах не указан)
- 1965 — Харлоу[англ.] / Harlow — репортёр (в титрах не указан)
- 1966 — Смертельный жар на карусели / Dead Heat on a Merry-Go-Round — Клейнер (в титрах не указан)
- 1966 — Только не с моей женой, не смей![англ.] / Not with My Wife, You Don't! — сержант (в титрах не указан)
- 1988 — Посланник смерти / Messenger of Death — Док Тёрнер
- 1993 — Дорога домой: Невероятное путешествие / Homeward Bound: The Incredible Journey — Квентин
- 2000 — Убогие жизни[англ.] / Sordid Lives — преподобный Барнс[5]

### Телевидение
- 1950—1952 — Театр «Файрсайд»[англ.] / Fireside Theatre — Хэл Уильямс (в 3 эпизодах)
- 1954 — Малыш Сиско[англ.] / The Cisco Kid — Джейк Макналти, бандит (в 2 эпизодах)
- 1954, 1956 — Театр звёзд Шлица[англ.] / Schlitz Playhouse of Stars — разные роли (в 3 эпизодах)
- 1954, 1965 — Лесси / Lassie — разные роли (в 2 эпизодах[англ.])
- 1955 — Приключения Рин Тин Тина[англ.] / The Adventures of Rin Tin Tin — Уэсли Пэриш (в эпизоде The Poor Little Rich Boy)
- 1955—1957 — Энни Окли[англ.] / Annie Oakley — разные роли (в 3 эпизодах)
- 1956 — Письмо Лоретте[англ.] / Letter to Loretta — шериф (в эпизоде A Ticket for May)
- 1956 — Миллионер[англ.] / The Millionaire — лейтенант Джордан (в эпизоде The Captain Jonathan Carroll Story)
- 1956—1957 — Сломанная Стрела[англ.] / Broken Arrow — разные роли (в 2 эпизодах)
- 1956—1958 — Полицейский[англ.] / State Trooper — разные роли (в 3 эпизодах)
- 1956, 1961 — Шайенн[англ.] / Cheyenne — разные роли (в 2 эпизодах)
- 1956—1961 — Жизнь и житие Уайатта Эрпа[англ.] / The Life and Legend of Wyatt Earp — «Кудрявый» Билл Бросиус (в 16 эпизодах)
- 1957 — Подозрение[англ.] / Suspicion — Вавич (в эпизоде Doomsday)
- 1957, 1959—1960 — Команда М[англ.] / M Squad — разные роли (в 3 эпизодах)
- 1957, 1964 — Караван повозок[англ.] / Wagon Train — разные роли (в 3 эпизодах[англ.])
- 1958 — Майк Хаммер[англ.] / Mickey Spillane's Mike Hammer — Эдди Нолан (в эпизоде Four Blind Mice)
- 1958 — Маверик / Maverick — Хазелтон (в эпизоде The Thirty-Ninth Star[англ.])
- 1958—1959 — Костяная Нога[англ.] / Sugarfoot — разные роли (в 4 эпизодах)
- 1958, 1960 — Территория Тумстон[англ.] / Tombstone Territory — разные роли (в 2 эпизодах)
- 1958, 1960 — Театр General Electric[англ.] / General Electric Theater — разные роли (в 2 эпизодах)
- 1958—1960 — Диснейленд[англ.] / Disneyland — разные роли (в 3 эпизодах)
- 1958, 1962 — Перри Мейсон / Perry Mason — разные роли (в 2 эпизодах)
- 1959 — Бэт Мастерсон[англ.] / Bat Masterson — Кен Уиллс (в эпизоде License to Cheat)
- 1959 — Стрелок[англ.] / The Rifleman — Эйза Мэннинг (в эпизоде The Money Gun)
- 1959 — Речная лодка[англ.] / Riverboat — Абнер Крейн (в эпизоде The Faithless)
- 1959—1960 — Разыскивается живым или мёртвым[англ.] / Wanted Dead or Alive — разные роли (в 3 эпизодах)
- 1959, 1962—1963, 1965 — Дымок из ствола / Gunsmoke — разные роли (в 5 эпизодах[англ.])
- 1960 — Чёрное Седло[англ.] / Black Saddle — Барни Доусон (в эпизоде Letter of Death)
- 1960 — Сумеречная зона / The Twilight Zone — сержант (в эпизоде The Purple Testament)
- 1960 — Ларами[англ.] / Laramie — Рой Аллен (в эпизоде The Protectors)
- 1960 — Джонни Ринго[англ.] / Johnny Ringo — Пол Коннелл (в эпизоде Black Harvest)
- 1961 — Сёрфсайд 6[англ.] / Surfside 6 — Эл Оуэнс (в эпизоде Heels Over Head)
- 1961 — Мятежник[англ.] / The Rebel — разные роли (в 2 эпизодах)
- 1961 — Питер Ганн[англ.] / Peter Gunn — Джонни Бёрнетт (в эпизоде Till Death Do Us Part)
- 1961 — Высокий человек[англ.] / The Tall Man — Берт (в эпизоде Full Payment)
- 1961, 1963 — Сансет-стрип, 77[англ.] / 77 Sunset Strip — разные роли (в 2 эпизодах)
- 1962 — Бронко[англ.] / Bronco — Мэдден (в эпизоде A Sure Thing)
- 1962 — Триллер[англ.] / Thriller — Гарри Лаксер (в эпизоде Man of Mystery)
- 1962 — Шах и мат[англ.] / Checkmate — Джон Ли (в эпизоде So Beats My Plastic Heart)
- 1962 — Гавайский детектив[англ.] / Hawaiian Eye — Роджер Куртц (в эпизоде The Broken Thread)
- 1962 — Час Альфреда Хичкока / The Alfred Hitchcock Hour — бармен (в эпизоде Hangover)
- 1962—1963 — Сыромятная плеть / Rawhide — разные роли (в 2 эпизодах)
- 1962—1963 — Дни в Долине Смерти / Death Valley Days — разные роли (в 2 эпизодах)
- 1962, 1965—1966, 1968—1969 — Вирджинец[англ.] / The Virginian — разные роли (в 6 эпизодах[англ.])
- 1963, 1965 — В бою[англ.] / Combat! — разные роли (в 2 эпизодах)
- 1964 — Темпл Хьюстон[англ.] / Temple Houston — Сэнди Дейл (в эпизоде Ten Rounds for Baby)
- 1964—1965 — Бен Кейси / Ben Casey — патолог (в 2 эпизодах[англ.])
- 1965 — Семейка монстров / The Munsters — Хэнк (в эпизоде Bronco Bustin' Munster[англ.])
- 1965—1966 — Ларедо[англ.] / Laredo — разные роли (в 2 эпизодах)
- 1965, 1968 — Даниэль Бун[англ.] / Daniel Boone — разные роли (в 2 эпизодах)
- 1966 — Заклеймённый[англ.] / Branded — капитан Брукс (в эпизоде The Golden Fleece)
- 1966 — Бэтмен / Batman — Худ № 2 (в эпизоде A Death Worse Than Fate[англ.])
- 1966 — Отряд «Ф»[англ.] / F Troop — скаут (в эпизоде Captain Parmenter, One Man Army)
- 1966 — Зелёный Шершень[англ.] / The Green Hornet — Джек Старки (в эпизоде May the Best Man Lose)
- 1967 — Дикий, дикий Вест[англ.] / The Wild Wild West — маршал (в эпизоде The Night of the Falcon[англ.])
- 1967 — Защитник Джадд[англ.] / Judd, for the Defense — Барни Линч (в эпизоде The Money Farm)
- 1968 — Симаррон Стрип[англ.] / Cimarron Strip — Оделл (в эпизоде Knife in the Darkness)
- 1968 — Отряд «Стиляги»[англ.] / The Mod Squad — Комбс (в эпизоде The Price of Terror)
- 1968—1969 — Стволы Уилла Соннетта[англ.] / The Guns of Will Sonnett — разные роли (в 3 эпизодах)
- 1969 — Менникс[англ.] / Mannix — Уолтер Стиг Уилсон (в эпизоде Missing: Sun and Sky)
- 1970 — Бонанза / Bonanza — Том Бёргесс (в эпизоде The Law and Billy Burgess[англ.])
- 1975—1976 — Досье детектива Рокфорда / The Rockford Files — разные роли (в 2 эпизодах)
- 1975, 1977, 1980 — Уолтоны / The Waltons — разные роли (в 4 эпизодах)
- 1976 — Женщина-полицейский / Police Woman — Си. Джей. (в эпизоде The Melting Point of Ice)
- 1976 — Элеонора и Франклин[англ.] / Eleanor and Franklin — Теодор Рузвельт
- 1976 — МакМиллан и жена[англ.] / McMillan & Wife — судья Броди (в эпизоде Point of Law)
- 1976 — Баретта / Baretta — доктор Тимоти Огаст (в эпизоде And Down Will Come Baby)
- 1976 — Сара[англ.] / Sara — Клод Барстоу (в 12 эпизодах)
- 1976 — Город ангелов[англ.] / City of Angels — шериф Хог (в 2 эпизодах)
- 1977 — Суд над Ли Харви Освальдом[англ.] / The Trial of Lee Harvey Oswald — капитан полиции Уилл Фритц
- 1977 — Ангелы Чарли / Charlie's Angels — Джордж Джексон (в эпизоде Angels on Horseback)
- 1981 — Фламинго-роуд / Flamingo Road — сенатор Робертс (в эпизоде Hell Hath No Fury)
- 1981 — Восьми достаточно / Eight Is Enough — Эдди Гравиц (в эпизоде Goals)
- 1981 — Лу Грант / Lou Grant — Спенс (в эпизоде Execution)
- 1982 — Маленький домик в прериях / Little House on the Prairie — Майрон Хикс (в эпизоде Second Chance[англ.])
- 1982 — Истории Золотой Обезьяны[англ.] / Tales of the Gold Monkey — Док Дойл (в эпизоде Once a Tiger…)
- 1983 — Придурки из Хаззарда / The Dukes of Hazzard — Барни (в эпизоде Big Brothers, Duke[англ.])
- 1984 — Санта-Барбара / Santa Barbara — Джейк Додж (в 6 эпизодах)
- 1984 — Она написала убийство / Murder, She Wrote — Чарли (в эпизоде Birds of a Feather[англ.])
- 1984 — Дюна / Dune — рассказчик за кадром (ТВ-версия, в титрах не указан)
- 1984, 1988 — Шоссе на небеса[англ.] / Highway to Heaven — разные роли (в 2 эпизодах)
- 1985 — Даллас / Dallas — прораб Ewing Oil (в эпизоде The Verdict)
- 1986 — Ти Джей Хукер / T. J. Hooker — мистер Генесси (в эпизоде Partners in Death[англ.])
- 1986 — Блюз Хилл-стрит / Hill Street Blues — профессор Динамит (в эпизоде The Best Defense[англ.])
- 1987 — Джейк и Толстяк[англ.] / Jake and the Fatman — мистер Хантер (в эпизоде The Man That Got Away[англ.])
- 1989 — 227 / 227 — Лео (в эпизоде Flying Down to Leo's)
- 1990 — Пустое гнездо / Empty Nest — Отто (в 2 эпизодах)